# 時津山仁一
時津山 仁一（ときつやま じんいち、1925年4月13日 - 1968年11月21日）は、福島県石城郡（現：福島県いわき市、出生地は東京府荏原郡（現：東京都品川区））出身で立浪部屋に所属した大相撲力士。本名は藁谷 純一（わらがい じゅんいち）。最高位は東関脇。

## 来歴
1925年4月13日、東京府荏原郡（現：東京都品川区）で生まれる。子供の時に両親が離婚、父親とは死別したために孤児として育ち、親戚に引き取られて全国を転々とした。岩手県花巻で床屋を営む家に嫁いだ叔母に引き取られた際は床屋職人として厳しく指導されたが、当時は小学生で遊びたい時期だったことから逃げ出しては強引に連れ戻され、性格が内気で暗くなっていった。その後、高砂部屋で幕下力士だった沖縄の叔父へ引き取られたが叔父は純一少年の面倒を長く見る気は最初から無く、土地相撲で知り合った時津風（大坂相撲）へ預けることに決め、純一少年には大阪見物の名目で連れて行かれ、そのまま時津風部屋（旧大坂相撲）へ入門した。
当時の時津風部屋は弟子が少なく、その弟子もろくに稽古を行わない酷い状態だったため純一少年の素質を見込んだ時津風は、時津風の現役時代に京都相撲・草風部屋で一緒だった立浪の元へ送り出し、立浪部屋所属として正式入門に至った。四股名「時津山」は見習時代を過ごした時津風部屋に由来する。力士になったものの、新弟子時代は部屋の押し入れに閉じこもって出てこず、引っ張り出されてはすぐ崩れ落ちるほどに弱く、部屋を逃げ出しては兄弟子にすぐ見つかって連れ戻されるなど、序ノ口として番付に名前が記載されるまで2年半を要した。しかし、召集されて会津若松の部隊に入隊して以降は、厳しい訓練を仲間との励まし合いと互いの様々な生い立ちを知ることで相撲部屋より明るく過ごすことが出来たため、心も身体も強く生まれ変わり、立浪部屋へ帰還してからは別人のようになっていた。
部屋に戻ってからは、左四つで相手を吊り出したり矢柄で振り回す豪快な取り口で、1946年11月場所では幕下優勝を7戦全勝で飾り、1947年6月場所で新十両昇進を決めた。十両でも奮闘し、1949年5月場所で新入幕を果たして以降は、1950年9月場所で12勝3敗の好成績を挙げ、最初の三賞（敢闘賞）を受賞した。幕内定着後は前述のように相手を豪快に振り回す取り口で人気を博し、強靱な足腰を誇る若乃花幹士も土俵中央で振り回すほどだったが、それが逆に成績のムラとなって表れることもしばしばあった。12勝以上を挙げた場所が7場所ありながら大関昇進が果たせなかったのは、その豪快な取り口が持続できなかったのが原因とも言われているが、若羽黒朋明・北の洋昇・安念山治と共に「立浪四天王」と呼ばれ、上位陣にとっては脅威の存在として戦後最強の関脇とも言われた。雷電賞を4度（1955年5月場所、1956年9月場所、1958年9月場所、1960年3月場所）受賞していて、これは史上最多タイである。
1953年5月場所は、幕内最高優勝を15戦全勝で飾る。平幕での全勝優勝となったが、平幕の全勝優勝は昭和20年6月場所に7戦全勝で優勝した備州山大八郎以来7年11ヶ月ぶりの快挙であり、同時に1場所15日制が定着して以降に15戦全勝で平幕優勝を達成した力士の第1号となった。千秋楽の琴ヶ濱戦は吊り出しで勝利。この場所は東前頭6枚目の位置でありながら、対戦相手で最も番付が上だったのは出羽錦忠雄（小結）だけで、1敗で追い掛けていた吉葉山潤之輔・栃錦清隆の両大関との対戦もなかった（この両大関は、千秋楽に対戦して吉葉山が勝利している。）ことから問題視され、これ以降は前頭中位から下位の力士においても、成績次第では本場所の終盤戦に三役、もしくは横綱との対戦を組むように考慮するきっかけとなったとも言われている。その後は1955年1月場所で12勝3敗の好成績を挙げ、同成績で横綱・千代の山雅信との優勝決定戦に出場し、寄り切りで敗れて優勝は逃したものの、以前の全勝優勝が偶然では無かったことを証明した。
35歳となった1960年3月場所でも12勝3敗の好成績を挙げ、同年5月場所で横綱・栃錦から金星を奪ったのが最後の栄光となり（栃錦は、この場所で引退した。）、その後は番付が降下し1961年3月場所を全休したのを最後に現役を引退した。引退後は年寄・押尾川を襲名し勝負検査役を務め、1968年11月21日に肺癌の為急死した。43歳没。

## 主な成績

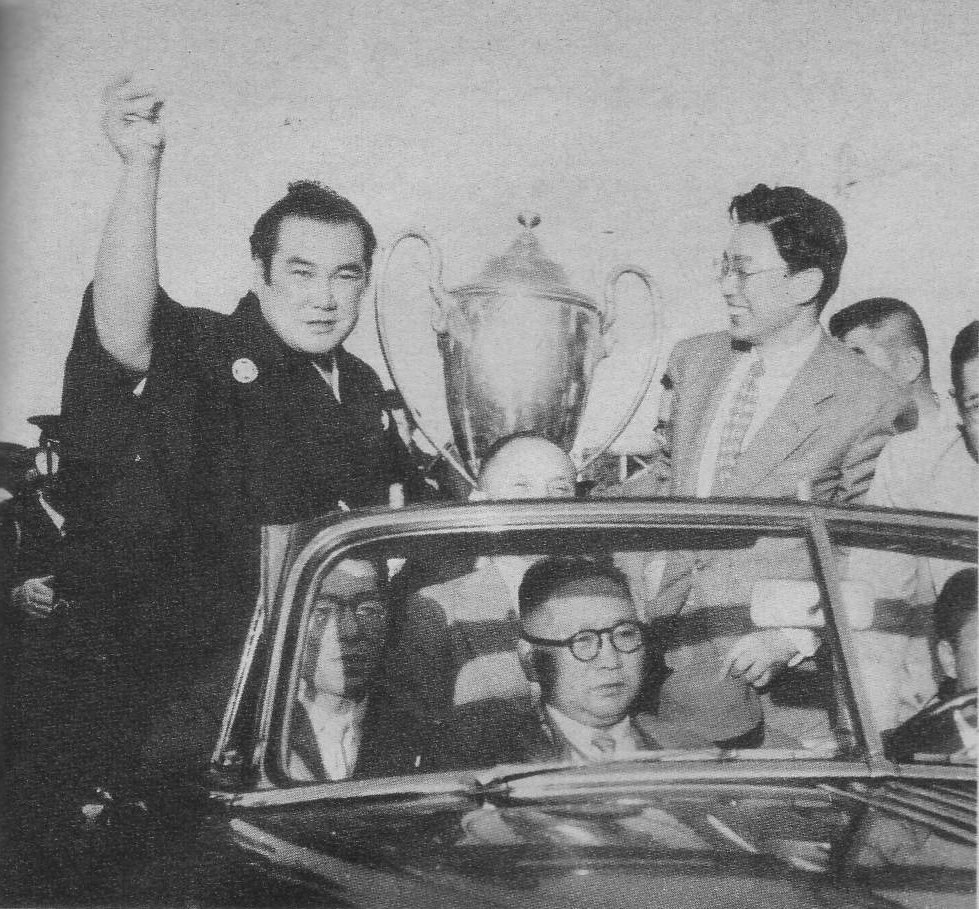
1953年5月場所平幕優勝、パレードに臨む時津山

- 通算成績：432勝390敗55休 勝率.526
- 幕内成績：359勝336敗40休 勝率.517
- 現役在位：69場所
- 幕内在位：49場所
- 三役在位：15場所（関脇10場所、小結5場所）
- 三賞：7回
  - 殊勲賞：3回（1955年5月場所、1958年9月場所、1959年1月場所）
  - 敢闘賞：4回（1950年9月場所、1951年9月場所、1953年5月場所、1955年1月場所）
- 雷電賞：4回（1955年5月場所、1956年9月場所、1958年9月場所、1960年3月場所）
- 金星：8個（照國1個、吉葉山1個、栃錦4個、千代の山2個）
- 各段優勝
  - 幕内最高優勝：1回（全勝）（1953年5月場所）
  - 幕下優勝：1回（1946年11月場所）

### 場所別成績
|                     | 春場所             | 夏場所                | 秋場所                |
| ------------------- | ------------------ | --------------------- | --------------------- |
| 1940年 （昭和15年） | x                  | （前相撲）            | x                     |
| 1941年 （昭和16年） | （前相撲）         | （前相撲）            | x                     |
| 1942年 （昭和17年） | （前相撲）         | （前相撲）            | x                     |
| 1943年 （昭和18年） | 西序ノ口32枚目 4–4 | 東序二段77枚目 5–3    | x                     |
| 1944年 （昭和19年） | 東序二段29枚目 3–5 | 東序二段35枚目 3–2    | 東序二段6枚目 3–2     |
| 1945年 （昭和20年） | x                  | x                     | 三段目 3–2            |
| 1946年 （昭和21年） | x                  | 国技館修理 のため中止 | 西幕下21枚目 優勝 7–0 |
| 1947年 （昭和22年） | x                  | 西十両12枚目 2–8      | 東幕下筆頭 4–2        |
| 1948年 （昭和23年） | x                  | 東十両10枚目 6–5      | 東十両9枚目 8–3       |
| 1949年 （昭和24年） | 西十両2枚目 7–6    | 西前頭21枚目 4–11     | 西十両3枚目 6–9       |
| 1950年 （昭和25年） | 東十両5枚目 12–3   | 西前頭18枚目 6–9      | 西前頭21枚目 12–3 敢  |
| 1951年 （昭和26年） | 西前頭7枚目 8–7    | 東前頭6枚目 5–10      | 西前頭8枚目 11–4 敢   |
| 1952年 （昭和27年） | 西小結 2–13        | 西前頭6枚目 10–5      | 西小結 6–9            |

| | 一月場所 初場所（東京） | 三月場所 春場所（大阪） | 五月場所 夏場所（東京） | 七月場所 名古屋場所（愛知） | 九月場所 秋場所（東京） | 十一月場所 九州場所（福岡） |
| --- | ----------------------- | ----------------------- | ----------------------- | --------------------------- | ----------------------- | --------------------------- |
| 1953年 （昭和28年） | 西前頭2枚目 6–9 ★       | 西前頭4枚目 6–9         | 東前頭6枚目 15–0 敢     | x                           | 東小結 8–7              | x                           |
| 1954年 （昭和29年） | 東関脇 6–9              | 東前頭筆頭 4–11         | 西前頭4枚目 8–7         | x                           | 東前頭2枚目 3–2–10      | x                           |
| 1955年 （昭和30年） | 西前頭9枚目 12–3 敢     | 東前頭3枚目 8–7 ★       | 西前頭筆頭 12–3 殊★     | x                           | 西張出関脇 11–4         | x                           |
| 1956年 （昭和31年） | 東関脇 8–7              | 西関脇 7–8              | 西小結 休場 0–0–15      | x                           | 西前頭7枚目 12–3        | x                           |
| 1957年 （昭和32年） | 東前頭筆頭 5–8–2 ★      | 西前頭5枚目 12–3 ★      | 西関脇 11–4             | x                           | 東関脇 9–6              | 東張出関脇 9–6              |
| 1958年 （昭和33年） | 西関脇 6–9              | 東前頭筆頭 5–10         | 東前頭5枚目 4–6–5 ★     | 東前頭10枚目 10–5           | 東前頭4枚目 12–3 殊★    | 東小結 10–5                 |
| 1959年 （昭和34年） | 東関脇 9–6 殊           | 東関脇 3–12             | 西前頭5枚目 8–7         | 西前頭2枚目 2–13            | 西前頭10枚目 8–7        | 西前頭8枚目 7–8             |
| 1960年 （昭和35年） | 東前頭9枚目 6–9         | 東前頭11枚目 12–3       | 東前頭5枚目 3–12 ★      | 西前頭10枚目 9–6            | 西前頭2枚目 2–13        | 西前頭10枚目 6–9            |
| 1961年 （昭和36年） | 西前頭14枚目 1–6–8      | 西十両6枚目 引退 0–0–15 | x                       | x                           | x                       | x                           |
| 各欄の数字は、「勝ち-負け-休場」を示す。 優勝 引退 休場 十両 幕下 三賞：敢=敢闘賞、殊=殊勲賞、技=技能賞 その他：★=金星 番付階級：幕内 - 十両 - 幕下 - 三段目 - 序二段 - 序ノ口 幕内序列：横綱 - 大関 - 関脇 - 小結 - 前頭（「#数字」は各位内の序列） |                         |                         |                         |                             |                         |                             |

### 幕内対戦成績
| 力士名       | 勝数 | 負数  | 力士名 | 勝数 | 負数 | 力士名   | 勝数  | 負数 | 力士名         | 勝数 | 負数  |
| ------------ | ---- | ----- | ------ | ---- | ---- | -------- | ----- | ---- | -------------- | ---- | ----- |
| 朝潮(米川)   | 7    | 21    | 朝若   | 1    | 0    | 東富士   | 0     | 4    | 愛宕山         | 2    | 2     |
| 岩風         | 5    | 4     | 宇田川 | 1    | 3    | 及川     | 2     | 4    | 追手山         | 1    | 0     |
| 大江戸       | 1    | 1     | 大熊   | 0    | 1    | 大瀬川   | 2     | 0    | 大起           | 12   | 2     |
| 大ノ海       | 1    | 0     | 大晃   | 10   | 5    | 小城ノ花 | 2     | 4    | 大蛇潟         | 4    | 4     |
| 海山         | 5    | 4     | 甲斐錦 | 2    | 1    | 開隆山   | 1     | 0    | 柏戸           | 1    | 2     |
| 金ノ花       | 2    | 3     | 神錦   | 2    | 1    | 神若     | 0     | 1    | 清ノ森         | 4    | 1     |
| 九州錦       | 1    | 0     | 国登   | 10   | 2    | 鯉の勢   | 2     | 0    | 高津山         | 2    | 2     |
| 琴ヶ濱       | 12   | 13    | 琴錦   | 3    | 6    | 櫻錦     | 0     | 1    | 信夫山         | 14   | 13(1) |
| 信夫竜       | 1    | 0     | 嶋錦   | 6    | 3    | 清水川   | 6     | 6    | 大鵬           | 0    | 3     |
| 高錦         | 2    | 0     | 玉乃海 | 5    | 15   | 玉響     | 3     | 1    | 千代の山       | 6    | 12*   |
| 常錦         | 2    | 1(1)  | 常ノ山 | 3    | 3    | 鶴ヶ嶺   | 13    | 6    | 照國           | 1    | 2     |
| 輝昇         | 2    | 1     | 出羽錦 | 14   | 10   | 出羽湊   | 1     | 4    | 十勝岩         | 1    | 1     |
| 栃錦         | 6    | 24(1) | 栃光   | 8    | 9(1) | 那智ノ山 | 1     | 0    | 鳴門海         | 11   | 3     |
| 成山         | 13   | 3     | 羽嶋山 | 10   | 7    | 花田     | 1     | 0    | 羽子錦         | 0    | 1     |
| 緋縅         | 2    | 0     | 備州山 | 3    | 2    | 広瀬川   | 3     | 1    | 福田山         | 4    | 3     |
| 房錦         | 2    | 4     | 藤田山 | 1    | 0    | 冨士錦   | 0     | 3    | 二瀬山         | 5    | 3     |
| 星甲         | 5    | 1     | 前ヶ潮 | 1    | 0    | 前田川   | 0     | 1    | 前ノ山(佐田岬) | 1    | 0     |
| 増巳山       | 1    | 2     | 松登   | 17   | 15   | 三根山   | 12    | 8    | 宮城海         | 1    | 2     |
| 宮錦         | 2    | 0     | 明歩谷 | 1    | 2    | 八方山   | 3     | 2    | 八染           | 1    | 0     |
| 吉井山       | 2    | 1     | 芳野嶺 | 4    | 0    | 吉葉山   | 5(1)  | 11   | 若潮           | 0    | 1     |
| 若瀬川       | 12   | 5     | 若秩父 | 5    | 5    | 若ノ海   | 12(1) | 7    | 若乃國         | 2    | 2     |
| 若乃花(初代) | 9    | 19    | 若前田 | 7    | 9    |          |       |      |                |      |       |

- 他に優勝決定戦で千代の山に1敗がある。